# 김명미 (아나운서)
김명미(1985년 1월 5일 ~ )는 대한민국의 아나운서이다.

## 학력
- 한양대학교 생활과학대학

## 진행

### 텔레비전
- 2021년 5월 3일 ~ 2021년 7월 23일 TBC : 민방 네트워크 뉴스 앵커
- 2021년 5월 3일 ~ 현재 TBC : TBC 대경뉴스광장 앵커
- 2014년 11월 17일 ~ 2021년 4월 30일 TBC : TBC 8 뉴스 앵커
- 2012년 TBC : TBC 프라임뉴스 주말 앵커
- 2008년 ~ 2012년 ubc : ubc 프라임뉴스 앵커
- ubc : ubc 뉴스라인 앵커
- ubc : 생방송 ubc 투데이 MC
- ubc : 좋은 날 좋은 시간 mc
- SBS : 네트워크 현장! 고향이 보인다 진행
- SBS : SBS 뉴스퍼레이드 네트워크 현장 울산 참여
- 기타 편성 및 보도프로그램 다수
- TV 및 라디오 스팟 더빙

### 라디오
- ubc Green FM (라디오스타) 진행

## 내레이션

### 텔레비전
- 특집 및 테마스페셜 내레이션

## 행사
- 2008~2011. 대한민국 청소년 가요제 진행(박준형, 토니)
- 2008~2012. PWA 짂하 세계 윈드서핑대회 진행
- 2008~2010 태화강 물축제,(김범수 아나운서)
- 2008~2010 고래축제 진행(임백천)
- 2008~2010 울산 자원봉사 대축제 진행 (박명수)
- 2010~2011 메세나 페스티벌
- 2011. 전국 새마을 지도자 대회 진행(박준형)
- 2010~2011 전국 여성 합창제
- 2008~2011. 울산 대종 타종 제야 행사- 새해 카운트 다운
- 2014 TBC 수성 아트피아 어린이합창단 정기공연 MC